# Girlie
Girlie (IPA: ˈɡœːɐ̯liː, anhörenⓘ) oder Girl-Power bezeichnet eine europäische Jugend- und Subkultur der 1990er Jahre bzw. der Generation Y, die davon geprägt war, dass sich Frauen das Erscheinungsbild von Mädchen aneigneten. Die kindliche Seite wurde als Freiraum für weibliche Körper-Experimente und Identitätskonstruktionen in einer patriarchalen Welt genutzt.
Als Ursprung der Girlie-Kultur gilt die US-amerikanische Riot Grrrl-Bewegung, eine postfeministische Bewegung innerhalb der Punkszene. Die von den Riot Grrrls in den frühen 1990er Jahren gesetzten provokanten und aggressiven emanzipatorischen Impulse entwickelten sich in der deutschen Girlie-Kultur zu einem konsumkulturellen Medienphänomen, dessen emanzipatorischer Gehalt vielfach in Frage gestellt wurde. Die Girlie-Kultur mit der dazugehörigen Mode wurde über Jugend-Fernsehsender wie MTV oder VIVA2 transportiert. Im Bereich der Musik konnten Anhängerinnen subkultureller Musikszenen ebenso den Girlie-Style adaptieren wie Fans von Girl Groups, die dem Mainstream zugeordnet werden.

## Begriff
Das Wort Girlie stammt vom englischen Begriff der 1990er Jahre „Girly Girl“ (dt. ‚mädchenhaftes Mädchen‘). Der Begriff Girlie wurde erstmals 1995 in einem deutschen Wörterbuch beschrieben. Gelegentlich tauchte auch die Schreibweise Görlie in Anlehnung an Gör(e) auf. 
Das Wortpaar Girl Power wurde erstmals 1990 von Bikini Kill als Untertitel eines Zines benutzt, Mitte der 1990er Jahre popularisierten die Spice Girls den Begriff. Er stand nun für loyale Frauenfreundschaften und Empowerment.

## Die Mode der Girlie-Kultur

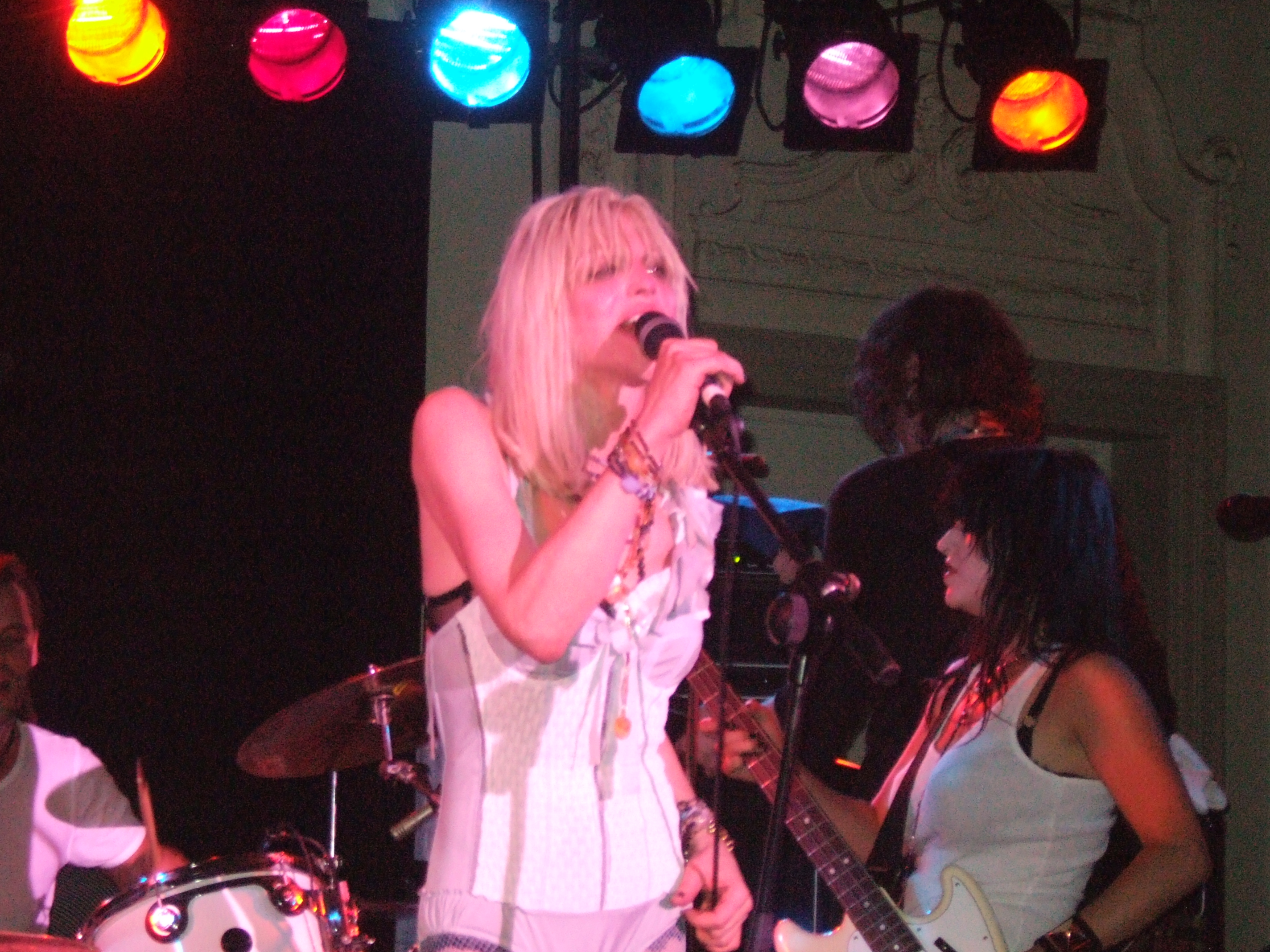
Courtney Love in unterwäscheartigem Kleid

Die Girlie-Kultur verstand Mode als ein Mittel der Identitätskonstruktion, des Selbstausdrucks und der Rebellion gegen patriarchale Frauenbilder. Er war u. a. charakterisiert durch Kleidung und Schuhe, die mehr Bewegungsfreiheit erlaubten.
Als Oberteile wurden kurze bis bauchfreie enge T-Shirts, im Sommer auch in der Form des Tops mit Spaghettiträgern getragen. T-Shirts werden seitdem im girl cut, also angepasst an die weibliche Körperform und in Abgrenzung zur geradegeschnittenen T-Shirt-Form der 80er Jahre, produziert. Als alleinige Oberteile wurden erstmals auch Bikinioberteile oder Sport-BHs im öffentlichen Raum getragen, diese hießen dann Bustiers.
Dazu wurden leicht ausgestellte Miniröcke getragen, die in der kühlen Jahreszeit nicht mit als damenhaft abgelehnten Nylonstrumpfhosen, sondern mit bunt geringelten oder anderweitig stark gemusterten blickdichten Strumpfhosen kombiniert wurden. Unter Röcken bzw. Kleidern wurden auch enge kurze Hosen wie z. B. Radlerhosen oder Leggings getragen.
Kleider waren meist Minikleider oder Hängerkleider aus T-Shirt-Stoff. Sie waren einfarbig oder geringelt, mit Blumenmustern oder in selteneren Fällen mit Farbverläufen oder psychedelischen Mustern versehen, die an Stoffmuster der 60er und 70er Jahre anknüpften. Manchmal wurden alte Unterröcke als Kleider getragen oder sie waren unterwäscheartig leicht und mit Spitze versehen, wie sie Courtney Love oft trug.
Schlaghosen waren beliebt, besonders in der weiten Variante, die sich vom Gesäß aus abwärts kontinuierlich erweitert – die sogenannte Marlenehose. Im Technobereich hatten diese schrille Muster, bestanden aus Nylon oder aus Plüschstoff. Hosen wurden auf der Hüfte getragen.
Jacken waren kurz und aus synthetischem Pelz mit Kuhfell-, Leoparden-, Zebra- und Tigermuster. Möglich waren auch schwarze kurze Lederjacken mit Reißverschluss.

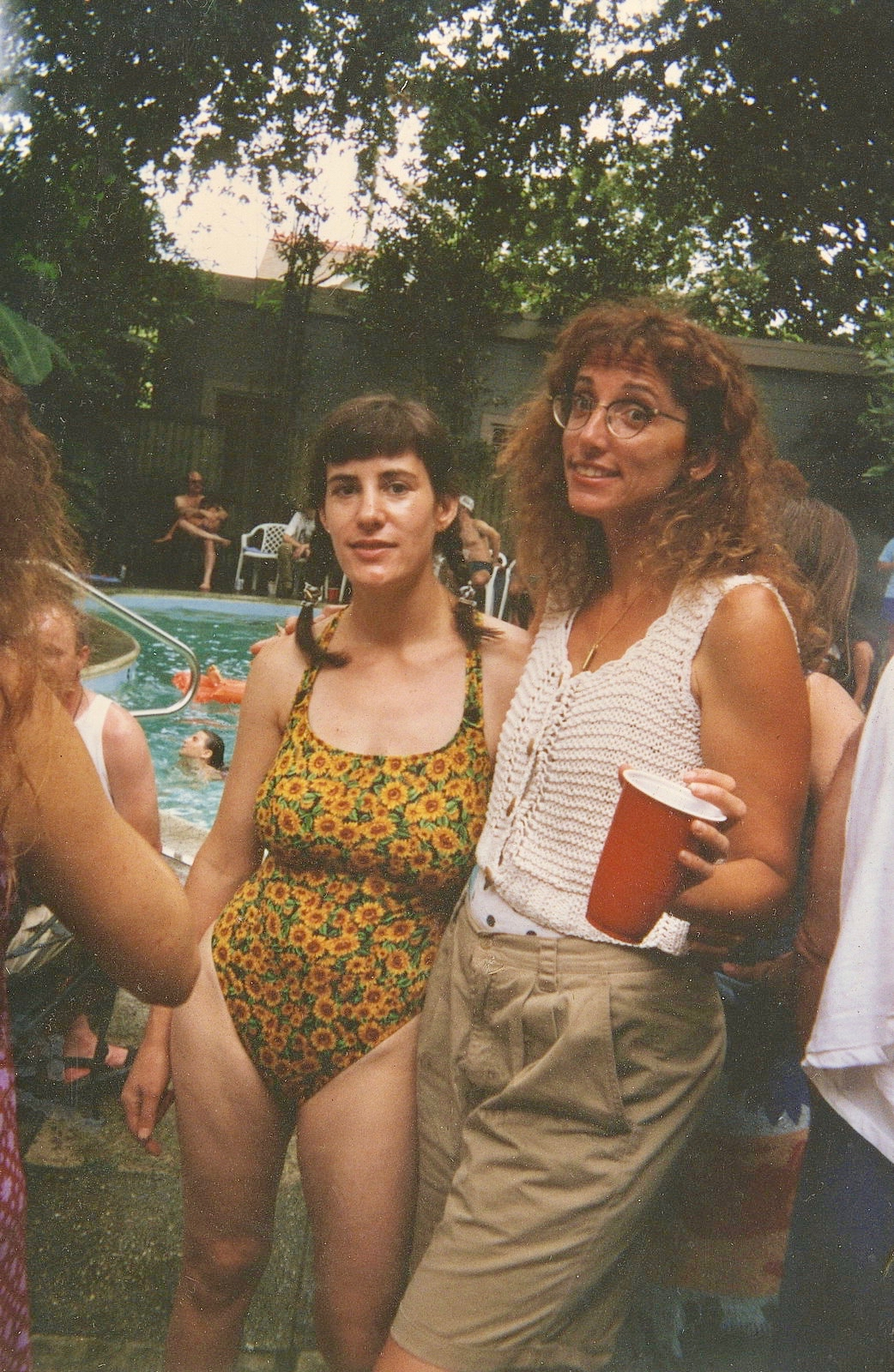
Frauen in New Orleans, 1994, mit „Rattenschwänzen“, Sonnenblumenprint und bequemer Hose

Das Schuhwerk bestand oft aus Plateau-Turnschuhen (Buffalo) oder auch 70er-Jahre-Retro-Plateau-Sandalen, im subkulturellen Bereich aus Schnürstiefeln (Doc Martens) oder Basketballschuhen (Chucks). Die übliche Kombination von schweren, klobigen Schuhen oder Sportschuhen mit kurzen Kleidern wurde als Brechung, als unkonventionell und ungewöhnlich wahrgenommen.
Als Schmuck wurden stilisierte Blumen in allen Varianten getragen – als Ohrringe, an Ketten u. a. Einen Tabubruch bildeten Metall- oder bunte Plastik-Piercings an Nase, Augenbraue, Lippe, Zunge oder Bauchnabel sowie Tätowierungen, meist Tribals. In dieser Zeit entstand auch das sogenannte Arschgeweih.
Im Gegensatz zur vorher allgegenwärtigen Dauerwelle wurde glattes Haar getragen. Als Frisur kamen sogenannte Rattenschwänze in Mode – zwei Zöpfe schräg hinter oder schräg über den Ohren die vorher für erwachsene Frauen untragbar waren, da sie als Kinderfrisur galt. Frauen mit kürzeren Haaren trugen eine am Hinterkopf gestufte und toupierte Bobfrisur, eventuell mit Zick-Zack-Scheitel oder anderen kreativen Scheitelformen.
Das Make-up konnte zurückhaltend sein oder stark auffallend mit rotem Lippenstift oder futuristisch mit schwarzem Lippenstift und silbernem Lidschatten. Stilbildend war auch Marusha mit ihren grüngefärbten Augenbrauen.

## Girlie als mediales Phänomen

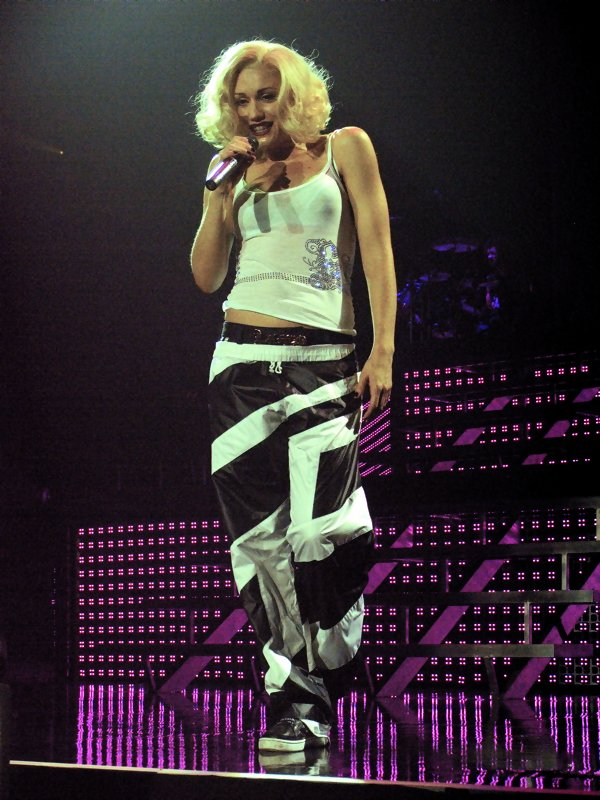
Gwen Stefani in Spaghettiträgertop, Jogginghose und Turnschuhen

Dass Girlie sich als mediales Phänomen stark verbreiten konnte, lag auch an den in den 90er Jahren stark rezipierten Jugend-Fernsehsendern MTV und VIVA2. Dort waren als Girlie wahrgenommene Personen wie Heike Makatsch, Kristiane Backer, Enie van de Meiklokjes und Charlotte Roche als Videojockeys und Musikjournalistinnen tätig. 
Die Ablehnung von, den Bruch und das postmoderne Spiel mit vorhandenen Frauenrollenmustern hatten Riot-Grrrl-Bewegung und Girlie gemeinsam. Die Girlie-Kultur stellte die entschärfte und kommerzialisierte Variante der parallel existierenden Riot-Grrrl-Bewegung dar. Besonders im Musikbereich wurde die Girlie-Kultur mit Girl-Bands und Popsängerinnen wie den Spice Girls sowie den deutschen No Angels, Blümchen, Tic Tac Toe und Lucilectric erfolgreich. Kritisiert wurde, dass diese Gruppierungen und Künstlerinnen von Musikbranchenprofis erschaffen und vermarktet wurden. Von den Riot Grrrls wurde als aufmüpfiges Element die sexuelle Selbstbestimmung übernommen – etwa Sex mit Männern zu initiieren, wie es in dem Lied Weil ich ein Mädchen bin von Lucilectric zum Ausdruck kam. Kritisiert wurde, dass das Girlie-Frauenbild trotz größerer Handlungsspielräume Einschränkungen derselben beinhaltete.
Die Grunge-Wegbereiterin Courtney Love nahm Aspekte der Girlie-Mode vorweg und kombinierte diese mit einer radikalen Ablehnung der hegemonialen Weiblichkeit. Diese drückte sich nicht nur in ihrem Kleidungsstil, sondern auch in ihrem unangepassten, teilweise obszönen Verhalten, mit ihrer Tätigkeit als Gitarristin oder dem öffentlich sichtbaren Drogen- und Alkoholkonsum aus. Björk und Gwen Stefani, die aus dem subkulturellen Bereich kamen und in den 90er Jahren kommerziell erfolgreich waren, transportierten und verbreiteten die Girlie-Mode in Verbindung mit weiblichem selbstbestimmten Erfolg im Popgeschäft. Die Girlie-Kultur aufgreifende Filme waren Burning Life (mit Maria Schrader und Anna Thalbach, Deutschland 1994), Tank Girl (1995) und Lola rennt (1998).

## Girlie und der Feminismus
Girlie und Riot Grrrl repräsentierten den stark popkulturell geprägten Feminismus der Dritten Welle. Es gab einen selbstverständlichen Umgang mit den Erfolgen des Feminismus der zweiten Welle, wie beispielsweise der formalen Gleichstellung von Männern und Frauen. Girlie – auch als Marketingstrategie – vereinte männlich und weiblich konnotierte Eigenschaften (Erotik, Selbstbewusstsein, Eigenständigkeit, frei von Zwängen, Spaß) und repräsentierte ein moderneres Frauenbild als Identifikationsangebot. Zudem wurde der Begriff „Mädchen“ bzw. „girl“, der von den Feministinnen der 1970er als negativ konnotiert abgelehnt worden war, nun appropriiert und mit positiven Konzepten wie Spaß und Freiheit in Verbindung gebracht.
Aus der Sicht von Feministinnen der zweiten Generation wie Alice Schwarzer stellte das Girlie-Phänomen allerdings einen Rückschritt dar – es befördere eine Konsum- und lustorientierte Weiblichkeit, ohne sich Diskriminierungen kritisch entgegenzustellen. Das Girlie werde wieder zur „Komplizin“ frauendiskriminierender Strukturen eines patriarchalischen Systems und stehe damit auf einer Stufe mit den Frauengenerationen vor der Emanzipationsbewegung. Die gesellschaftspolitisch und sozial desinteressierten Girlies würden nur die erlaubte Emanzipation betreiben, ihre Revolte sei eine Scheinrevolte, die auf die Möglichkeit einer Veränderung verzichte. Auffallend ist der zeitliche Abstand von 20 Jahren, der den Spiegel bewog, von „Emmas Tochter“ zu schreiben, die den in die Jahre gekommenen Feminismus durch einen neuen Frauentyp ablöse.
Autorinnen wie Angela McRobbie sahen die Girlie-Kultur im Kontext eines „generationsspezifischen Antagonismus“, das heißt eines typischen Generationenkonfliktes durch die Einführung konträrer Werte bei der jungen Generation. McRobbie meinte, dass diese Problematik bewirke, dass aus der feministischen Perspektive der Mütter die Kraft dieser Bewegung unterschätzt würde. Dabei sei gerade dieses männlich lümmelhafte und umgekehrt sexistische Verhalten von Girlies ein Anzeichen für einen vollzogenen, unumkehrbaren sozialen Wandel.
Die Autorin und Musikerin Kerstin Grether beschrieb Girlie als mediale Zuschreibung aufgrund rein äußerlicher Merkmale, deren Bedeutung für die Frauen die Medien fehlinterpretierten: „Inspiriert von der rockigen Riot-Grrrl-Bewegung stellten wir klar, dass man die ‚Girlies‘, zu denen die Medien neuerdings alle jungen Frauen zählten, nicht über einen Kamm scheren darf. Denn für uns ... hatten sich künstliche Wimpern und echte Emanzipation nie ausgeschlossen.“

## Girlie-Protagonistinnen (Auswahl)

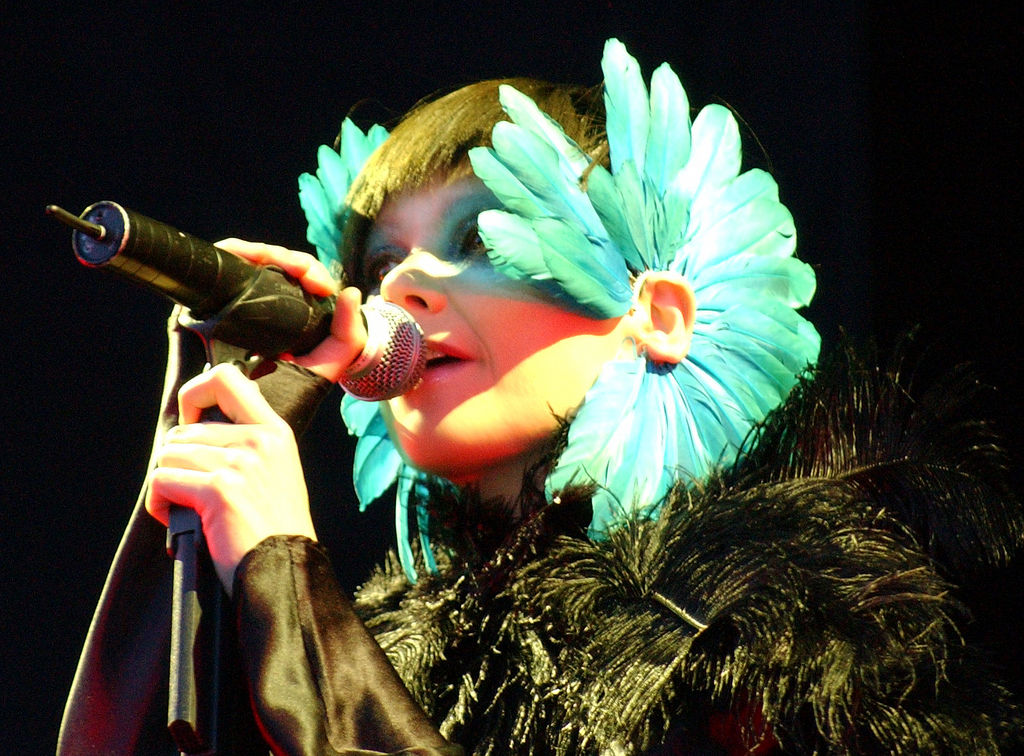
Björk 2003 im Kunstpelz

Die Liste umfasst einige Frauen bzw. Bands, die als Role Model im Sinn der Girlie-Mode oder des Girlie-Lebensgefühls medial relevant wurden.

### Im Techno- und Dance-Bereich
- Björk
- Marusha
- Luci van Org
- Blümchen (Herz an Herz)
- Aqua (Barbie Girl)

### Im subkulturellen Alternative-Bereich
- Gwen Stefani von No Doubt (Just a Girl und Hollaback Girl)

### Im kommerziellen Pop-Bereich
- Lucilectric (Mädchen)
- Tic Tac Toe
- Spice Girls
- Christina Aguilera[6]
- Britney Spears[6]
- No Angels[6]
- Pussycat Dolls[6]

### VJs, Fernsehmoderatorinnen und Schauspielerinnen

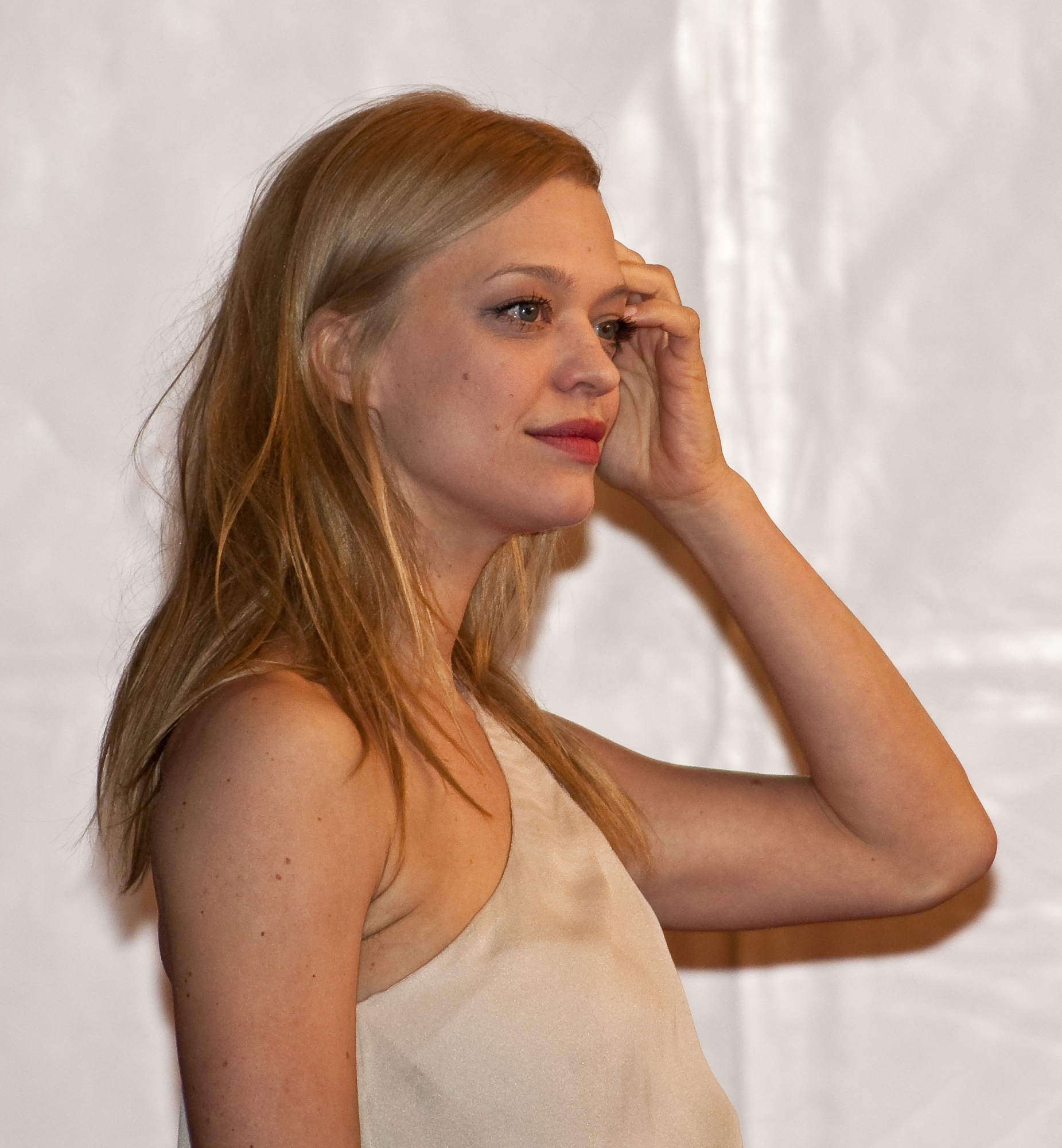
Heike Makatsch

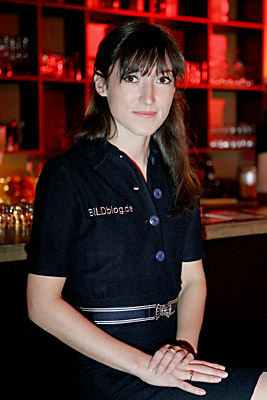
Charlotte Roche während einer Lesung in Berlin, 2007

- Kristiane Backer, 1989–1995 VJ bei MTV bei den Sendungen Coca-Cola Report, European Top 20 und Awake on the Wild Side, 1993–1995 Fernsehsendung Bravo TV auf RTL II, 1996–1998 auf NBC Europe Kultursendung The Ticket
- Heike Makatsch, seit 1993 bei VIVA mit den Sendungen Interaktiv und Heikes Hausbesuch, 1995–1996 Moderatorin bei Bravo TV und RTL II, bis 1997 Sendung Heike Makatsch Show auf RTL II, Filmschauspielerin
- Charlotte Roche, seit 1998 VJ bei VIVA Zwei mit der Sendung Fast Forward[17], mit eigenwilligem Interviewstil als „Queen of German Pop Television“ bezeichnet[18]
- Marusha, Rundfunkmoderatorin, seit 1990 mit ihrer Techno-Sendung Dancehall bei DT64 und später bei auf Rockradio B, später unter dem Namen Rave Satellite, Fernsehmoderatorin bei der Sendung Feuerreiter auf dem RBB[19]
- Tanja Mairhofer, VJ bei MTV und VIVA Zwei, Sendung 2Rock, Filmschauspielerin
- Enie van de Meiklokjes, seit 1996 VJ bei VIVA, 1999–2001 bei Bravo TV auf RTL 2[6]
- Franka Potente, Filmschauspielerin